# Real Rieti Calcio a 5 2015-2016
Questa pagina raccoglie i dati riguardanti il Real Rieti Calcio a 5, squadra di calcio a 5 militante in serie A, nelle competizioni ufficiali della stagione 2015-2016. Il 12 ottobre 2015 la società solleva dall'incarico l'allenatore David Ceppi per richiamare Mario Patriarca che già nella precedente stagione aveva guidato la compagine sabina.

## Calciomercato

### Sessione estiva
| Héctor Albadalejo    | Halle-Gooik |
| Douglas Corsini      | Lazio       |
| Alexandre Ghiotti    | Isola       |
| You Nouss Guennounna | Orte        |
| Maluko               | Guarapuava  |
| Vincenzo Milucci     | Napoli      |
| Saúl Olmo            | Lazio       |
| Brunno Serpa         | Sestu       |

| Alemão          | Thiene Zanè     |
| Manoel Crema    | Asti Orange     |
| Carlos Dalcin   | Montesilvano    |
| Andrei Dan      | Policoro        |
| Daví            | Spalato         |
| Matteo Esposito | Catania Librino |
| Marko Perić     | Kaos            |
| Lolo Suazo      | ElPozo Murcia   |

### Sessione invernale
| Côco    | Fabrizio |
| Rafinha | Lajeado  |

| Thiago Bissoni   | Luparense |
| Caio             | Latina    |
| Vincenzo Milucci | Napoli    |
| Brunno Serpa     | Policoro  |

## Rosa 2015-2016
| N° | Naz.                                   | Ruolo      | Sportivo            | Anno     |  |  |
| -- | -------------------------------------- | ---------- | ------------------- | -------- |  |  |
| 1  | Marocco (bandiera)                     | POR        | You Nouss Guennouna | 03.06.91 |  |  |
| 4  | Brasile (bandiera) · Italia (bandiera) | DIF        | Douglas Corsini     | 31.08.82 |  |  |
| 5  | Brasile (bandiera)                     | DIF        | Alexandre Ghiotti   | 10.01.82 |  |  |
| 8  | Brasile (bandiera)                     | DIF        | Jeffe               | 26.04.81 |  |  |
| 10 | Spagna (bandiera)                      | PIV        | Héctor Albadalejo   | 20.11.82 |  |  |
| 13 | Brasile (bandiera)                     | PIV        | Márcio Zanchetta    | 04.05.83 |  |  |
| 15 | Portogallo (bandiera)                  | LAT        | Côco                | 11.09.81 |  |  |
| 19 | Brasile (bandiera)                     | PIV        | Maluko              | 14.05.87 |  |  |
| 22 | Italia (bandiera)                      | POR        | Giuseppe Micoli     | 20.02.92 |  |  |
| 27 | Brasile (bandiera)                     | LAT        | Rafinha             | 01.01.93 |  |  |
| 28 | Spagna (bandiera)                      | LAT        | Saúl Olmo           | 29.08.84 |  |  |
| -  | Brasile (bandiera)                     | DIF        | Thiago Bissoni      | 03.08.88 |  |  |
| -  | Brasile (bandiera)                     | LAT        | Caio                | 08.03.93 |  |  |
| -  | Italia (bandiera)                      | PIV        | Vincenzo Milucci    | 13.07.92 |  |  |
| -  | Brasile (bandiera)                     | PIV        | Brunno Serpa        | 12.01.93 |  |  |
|    | Italia (bandiera)                      | Allenatore | David Ceppi         | 01.01.67 |  |  |
|    | Italia (bandiera)                      | Allenatore | Mario Patriarca     | 04.09.65 |  |  |

## Under-21
| N° | Naz.               | Ruolo | Sportivo            | Anno     |  |  |
| -- | ------------------ | ----- | ------------------- | -------- |  |  |
| 7  | Spagna (bandiera)  | LAT   | José Maria Gazquez  | 28.09.96 |  |  |
| 9  | Italia (bandiera)  | LAT   | Alessio Martinelli  | 29.05.95 |  |  |
| 11 | Spagna (bandiera)  | LAT   | Manu Gallardo       | 26.01.95 |  |  |
| 12 | Brasile (bandiera) | POR   | Urjel Liistro       | 30.09.95 |  |  |
| -  | Italia (bandiera)  | POR   | Lorenzo Abati       | 24.10.95 |  |  |
| -  | Italia (bandiera)  | POR   | Filippo Angelini    | 23.01.97 |  |  |
| -  | Italia (bandiera)  | DIF   | Nicolò Fasciolo     | 26.10.95 |  |  |
| -  | Italia (bandiera)  | LAT   | Mirko Galluzzi      | 19.06.97 |  |  |
| -  | Italia (bandiera)  | DIF   | Fabio Pagangriso    | 05.07.97 |  |  |
| -  | Italia (bandiera)  | LAT   | Emanuele Pomposo    | 26.01.96 |  |  |
| -  | Italia (bandiera)  | LAT   | Andrea Romano       | 03.10.95 |  |  |
| -  | Italia (bandiera)  | PIV   | Francesco Rossi     | 07.04.95 |  |  |
| -  | Italia (bandiera)  | DIF   | Edoardo Scappa      | 12.11.95 |  |  |
| -  | Brasile (bandiera) | LAT   | Guilherme Stefanoni | 05.03.96 |  |  |
| -  | Italia (bandiera)  | DIF   | David Stentella     | 01.01.99 |  |  |
| -  | Italia (bandiera)  | DIF   | Matteo Vallone      | 14.05.96 |  |  |